# Bisdom Porto Nacional
Het bisdom Porto Nacional (Latijn: Dioecesis Portus Nationalis) is een rooms-katholiek bisdom met als zetel Porto Nacional, in Brazilië. Het bisdom is suffragaan aan het aartsbisdom Palmas.

## Geschiedenis
Het bisdom werd opgericht op 20 december 1915, uit delen van het bisdom Goiás, en was suffragaan aan het aartsbisdom Mariana. Het wisselde daarna nog driemaal van kerkprovincie en werd achtereenvolgens suffragaan aan de aartsbisdommen Goiás (18 november 1932), Goiânia (26 maart 1956), en Palmas (27 maart 1996). 

## Parochies
Het bisdom had in 2021 een oppervlakte van 97.877 km2 en telde 382.633 inwoners waarvan 69,5% rooms-katholiek was.

## Bisschoppen
- Vicente Maria Moreira (28 januari 1918 - 1919)
- Raymond Dominique Carrerot (30 juli 1920 - 14 december 1933)
- Alain Marie Hubert Antoine Jean Roland du Noday (21 maart 1936 - 5 mei 1976)
- Celso Pereira de Almeida (5 mei 1976 - 25 januari 1995; coadjutor sinds 14 januari 1975, hulpbisschop sinds 31 januari 1972)
- Geraldo Vieira Gusmão (23 december 1997 - 4 november 2009)
- Romualdo Matias Kujawski (4 november 2009 - 14 december 2022; coadjutor sinds 2 juli 2008)
- José Moreira da Silva (14 december 2022 - heden)

Palmas (aartsbisdom) · Araguaína · Cristalândia · Miracema do Tocantins · Porto Nacional · Tocantinópolis